# 双斑疹贝
双斑疹贝（学名：Pustularia bistrinotata）又稱花珠宝螺（Cypraea bistrinotata），为宝贝科疹贝属的动物。分布于太平洋暖水区，可見於台湾岛及中国大陆的海南岛、西沙群岛等地，于暖水生活，可能栖息在低潮区或稍深的浅海珊瑚礁间、礁石缝隙内。该物种的模式产地在俾斯麦群岛。